# Evidence of Inequity
Evidence of Inequity è il primo EP della band canadese Beneath the Massacre, pubblicato il 31 maggio 2005 dalla Galy Records. È stato registrato e mixato ai Victor Studio di Montréal da Yannick St‑Amand e masterizzato da Alan Douches nel 2005.

## Tracce
1. Comforting Prejudice – 2:32
2. Profitable Killcount – 3:21
3. Totalitarian Hypnosis – 3:04
4. Regurgitated Lullaby for the Born Dead – 4:00
5. Nevermore – 4:06

## Formazione
- Elliot Desgagnés – voce
- Christopher Bradley – chitarra
- Dennis Bradley – basso
- Justin Rousselle – batteria